# 27776 Кортланд
27776 Кортланд (27776 Cortland) — астероїд головного поясу, відкритий 25 лютого 1992 року.
Тіссеранів параметр щодо Юпітера — 3,841.